# 손소나테

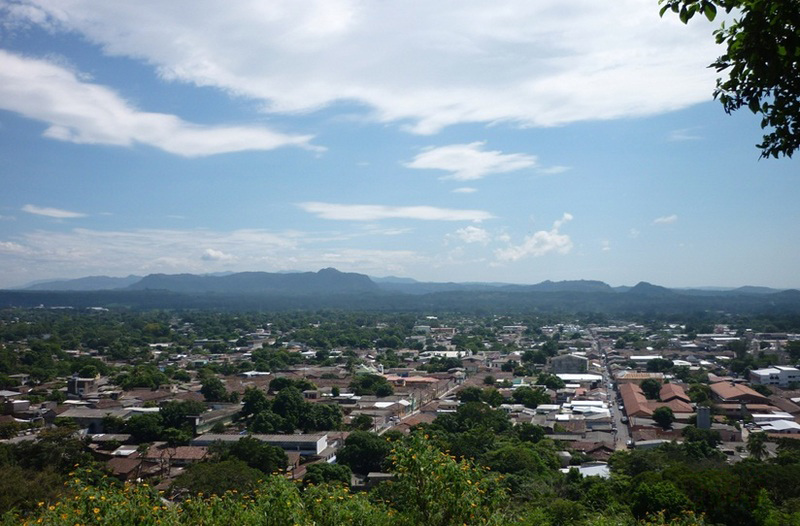
손소나테

손소나테(스페인어: Sonsonate)는 엘살바도르의 도시로 손소나테 주의 주도이며 면적은 232.53km2, 높이는 246m, 인구는 110,501명(2012년 기준), 인구 밀도는 310명/km2이다.